# Ozvláštnění
Ozvláštnění je termínem ruské formalistické školy. Je to situace, v které člověk přestává vnímat svět kolem sebe a sebe samého a začíná se dívat na celkový svět novýma očima. Je to pohled z jiného pohledu vyvolávající neobvyklé pocity. Ruší konvenční přístup k světu a vyvolává nové a neobvyklé představy. V umění vede člověka k tomu, aby poznával „staré“ věci z jejich „nových“ stránek.

## Interpretace
V průběhu estetické působnosti se častokrát ozvláštnění chápalo různým způsobem.

### Aristotelské pojetí
Obdobu tohoto pojmu však využíval i Aristoteles. Ten zastával názor, že všechny druhy umění jsou uměními napodobovacími, lišícími se pouze tím, co je jejich náplní nápodoby. Samotná schopnost nápodoby je lidem vrozená a přináší jím radost. To však neznamená, že by nám všechny věci připadaly zábavné. I když někdy jejich nápodobu sledujeme radši. To proto, že napodobované předměty jsou něčím vylepšeny neboli ozvláštněny. To platí i na oblast poetické činnosti. Podle Aristotela je nutné, aby tragédie byla určitým způsobem ozdobena. Musí být určitým vylepšením skutečnosti. Obyčejná řeč musí být z dorozumívacích důvodů jasná a jednoduchá. V umění básnickém však musí být použita řeč bohatá a ozvláštněná. Nejjasnější jest, skládá-li se z obyčejných slov, ale jest nízká. Velebná však jest a vyhýbá se všednosti, užívá-li slov neobvyklých, neobvyklými míním slova dialektická, metafory, tvary roztříštěné a vůbec vše, co se příčí obyčejné řeči.

### Šklovského pojetí
Umění nám umožňuje pohledět na každodenní skutečnosti novým pohledem. Podle Viktora Šklovského, jednoho z nejvýznamnějších členů ruské formalistické školy, umění existuje proto, aby člověku vrátilo pocit života a umožnilo mu znovu pocítit podstatu věci. Metodou umění je ozvláštnění věcí, které zvětšuje obtížnost a délku vnímání. „Věc umělecká je věc vytvořená schválně proto, aby vyváděla z automatismu vnímání s tím, že cílem tvůrce při tom je její vidění a že věc je uměle vytvořena tak, aby se vnímání na ní zachycovalo a dosáhlo, pokud možno, největší intenzity a délky“.

### Mukařovského pojetí
Pojem ozvláštnění pak nachází i místo v estetice Jana Mukařovského. Ten jej používá v podobě slova aktualizace. Je to dynamická společenská síla, působící proti ochuzujícímu automatizovanému vidění a myšlení. Vnímatel hodnotí umělecké dílo jako znak. Umělec tak může do díla vpravit prvky záměrné i nezáměrné. Například usiluje o ohraničení díla na čistou záměrnost, užívá stylistických prvků a deformace. Činí tak, aby vypustil nezáměrnost, která ač je běžná, tak u autora není žádoucí. Tady jde ovšem o nezáměrnost nezáměrnou. Její záměrná podoba však také existuje a je v díle chápána jako jakýsi tvárný prvek. Autor takových prostředků využívá, aby porušil významovou jednotu díla. Pocítí-li pak příjemce nezáměrnost, stane se pro něj rozpolcujícím prvkem díla. Působí tak jako ozvláštňující činitel. Jen nezáměrnost je s to učinit dílo v očích vnímatelových tak záhadným, jako je záhadný předmět, jehož určení neznáme.

### Jakobsonovo pojetí
To člen Pražského lingvistického kroužku Roman Jakobson uplatňuje pojem ozvláštnění na básnictví. V básnictví se využívá nejvyšší míry estetické funkce. Používaný jazyk se inspiruje jazykem praktickým a páchá na něm „organizované násilí“ v podobě deformace intonace, fonetiky a sémantiky. Básnictví tím, že užívá neobvyklá slova neobvykle, tak ozvláštňuje naše vnímání.

## Ozvláštnění z pohledu obsahu a formy
Ozvláštnění, už jako pojem ruského formalismu, napovídá, že bude úzce souviset s formální stránkou díla. Jedná se o schopnost autora obohatit slovní projev každodenního života o určitý prvek, který vyjádří uměleckou podstatu daného díla. Zasahuje formu proto, jelikož právě formální základ uměleckého díla zasahuje vnímatele. To však neznamená, že by neměl tento pojem vliv i na obsah. Forma zasahuje obsah a autor musí i obsah ozvláštnit tak, aby se vymkl z obyčejnosti lidského života. Obsahová zvláštnost musí ovšem dodržovat určité hranice, protože její mnohočetnost by mohla narušit strukturu a dílo by se stalo útrpným pro svého čitatele.